# Distrito electoral de Literberry (Illinois)
Literberry Precinct es una subdivisión territorial del condado de Morgan, Illinois, Estados Unidos. Según el censo de 2020, tiene una población de 783 habitantes.
De los 102 condados del estado de Illinois, 17 (entre ellos, el condado de Morgan) están subdivididos en "precintos", donde no existe Gobierno municipal. Los restantes condados están subdivididos en townships. A pesar de esta distinción, a veces también se hace referencia a los precintos como civil townships.  

## Geografía
De acuerdo con los datos publicados por la Oficina del Censo, la subdivisión tiene una superficie de 101.20 km², correspondientes en su totalidad a tierra firme.

## Demografía
Según el censo de 2020, hay 783 personas residiendo en la zona. La densidad de población es de 7.74 hab./km². El 96.81% de los habitantes son blancos, el 0.38% son afroamericanos y el 2.81% son de una mezcla de razas. Del total de la población, el 0.38% son hispanos o latinos de cualquier raza.